# Arminia Bielefeld/Saison 1949/50
Dieser Artikel beschreibt den Verlauf der Saison 1949/50 von Arminia Bielefeld. Arminia Bielefeld trat in der Saison in der seinerzeit erstklassigen Oberliga West an und musste als Tabellenfünfzehnter absteigen. Im Westdeutschen Pokal erreichte die Mannschaft das Achtelfinale. Der DFB-Pokal wurde erst 1952 wieder eingeführt. Trainiert wurde die Mannschaft von Friedrich Otto.

## Personalien

### Kader
Die Spieler werden nach ihren Positionen in alphabetischer Reihenfolge genannt. Die Zahlen in Klammern nennen die Anzahl der Einsätze und Tore in der Oberliga. Daten über Einsätze und Tore im Westdeutschen Pokal liegen nicht vor.
| Heinz Ebke (27 / 0)       |
| Herbert Konieczny (3 / 0) |

| Herbert Kordfunke (30 / 5) |
| Werner Meier (14 / 0)      |
| Willi Nolting (7 / 0)      |
| Heinz Schussig (30 / 0)    |
| Günther Stolte (28 / 0)    |

| Rolf Ellerbrock (13 / 2)   |
| Horst Knieling (1 / 0)     |
| Hermann Spielmann (27 / 0) |
| Emil Stachorra (7 / 0)     |
| Heinz Weigel (1 / 0)       |

| Horst Berning (27 / 9)     |
| Ewald Bockermann (24 / 1)  |
| Rudolf Boden (11 / 1)      |
| Gay (1 / 0)                |
| Herbert Grzybek (1 / 0)    |
| Helmut Hasse (26 / 8)      |
| Willi Haubrock (8 / 0)     |
| Karl-Heinz Hellwig (1 / 0) |
| Karl Kröger (2 / 0)        |
| Bernhard Marx (19 / 1)     |
| Hans Schwartz (22 / 4)     |

## Saison
Alle Ergebnisse aus Sicht von Arminia Bielefeld. Grün unterlegte Ergebnisse kennzeichnen einen Sieg, rot unterlegte eine Niederlage und gelb unterlegte ein Unentschieden.

### Oberliga West
| Runde | Datum              | Gegner              | Ort      | Ergebnis |
| ----- | ------------------ | ------------------- | -------- | -------- |
| 1     | 4. September 1949  | Preußen Münster     | Auswärts | 0:5      |
| 2     | 11. September 1949 | Duisburger FV 08    | Heim     | 1:1      |
| 3     | 18. September 1949 | Preußen Dellbrück   | Auswärts | 0:1      |
| 4     | 25. September 1949 | TSG Vohwinkel       | Auswärts | 0:3      |
| 5     | 2. Oktober 1949    | Rot-Weiß Oberhausen | Heim     | 3:2      |
| 6     | 9. Oktober 1949    | Rhenania Würselen   | Heim     | 2:2      |
| 7     | 16. Oktober 1949   | STV Horst-Emscher   | Auswärts | 1:3      |
| 8     | 23. Oktober 1949   | Borussia Dortmund   | Heim     | 0:4      |
| 9     | 30. April 1950     | Rot-Weiss Essen     | Heim     | 1:6 1    |
| 10    | 6. November 1949   | Duisburger SpV      | Auswärts | 0:2      |
| 11    | 13. November 1949  | Alemannia Aachen    | Auswärts | 2:2      |
| 12    | 20. November 1949  | SpVgg Erkenschwick  | Heim     | 1:1      |
| 13    | 27. November 1949  | 1. FC Köln          | Auswärts | 2:4      |
| 14    | 4. Dezember 1949   | FC Schalke 04       | Heim     | 4:2      |
| 15    | 11. Dezember 1949  | Hamborn 07          | Heim     | 0:0      |
| 16    | 15. Januar 1950    | Duisburger FV 08    | Auswärts | 2:0      |
| 17    | 22. Januar 1950    | Preußen Dellbrück   | Heim     | 1:2      |
| 18    | 29. Januar 1950    | TSG Vohwinkel       | Heim     | 1:2      |
| 19    | 10. April 1950     | Preußen Münster     | Heim     | 2:0 2    |
| 20    | 12. Februar 1950   | Rot-Weiß Oberhausen | Auswärts | 0:6      |
| 21    | 26. Februar 1950   | Rhenania Würselen   | Auswärts | 0:0      |
| 22    | 5. März 1950       | Borussia Dortmund   | Auswärts | 0:1      |
| 23    | 12. März 1950      | STV Horst-Emscher   | Heim     | 1:1      |
| 24    | 19. März 1950      | Rot-Weiss Essen     | Auswärts | 2:4      |
| 25    | 26. März 1950      | Duisburger SpV      | Heim     | 1:3      |
| 26    | 2. April 1950      | SpVgg Erkenschwick  | Auswärts | 0:3      |
| 27    | 9. April 2023      | Alemannia Aachen    | Heim     | 0:1      |
| 28    | 16. April 1950     | 1. FC Köln          | Heim     | 2:1      |
| 29    | 23. April 1950     | FC Schalke 04       | Auswärts | 0:3      |
| 30    | 7. Mai 1950        | Hamborn 07          | Auswärts | 3:7      |

### Westdeutscher Pokal
| Runde | Datum         | Gegner              | Ort      | Ergebnis |
| ----- | ------------- | ------------------- | -------- | -------- |
| 1     | 4. Juni 1950  | Hombrucher FV 09    | Heim     | 8:1      |
| 2     | 11. Juni 1950 | Union Gelsenkirchen | Heim     | 5:1      |
| AF    | 17. Juni 1950 | Meidericher SV      | Auswärts | 1:5      |

## Zuschauer
Arminia Bielefeld konnte bei den 15 Heimspielen insgesamt 189.000 Zuschauer begrüßen, was einem Schnitt von 12.600 entsprach. Damit belegten die Bielefelder Platz acht in der Zuschauertabelle. Jeweils 20.000 Zuschauer kamen zu den Heimspielen gegen den FC Schalke 04 und der SpVgg Erkenschwick. Dagegen wollten nur 7500 Zuschauer das Spiel gegen Preußen Münster sehen. Das Spiel beim 1. FC Köln vor nur 2500 Zuschauern war zusammen mit der Partie Duisburger FV 08 gegen Rhenania Würselen die am schlechtesten besuchte Partie der Saison.